# ヴェルビエ音楽祭
ヴェルビエ音楽祭 (Verbier Festival & Academy) は、スイスのスキーリゾート地ヴェルビエで夏季に開催されている音楽祭。同時に音楽アカデミーが開かれ、若手音楽家の教育の場にもなっている。
1993年に始まって以来、マキシム・ヴェンゲーロフやマルタ・アルゲリッチ、ミッシャ・マイスキー、エフゲニー・キーシン、ジェームズ・レヴァインらが常連のメンバーとなっており、2009年から2017年までシャルル・デュトワがオープニングコンサートを担っている。
現在は世界中から著名アーティストが集い、ソロリサイタルから演奏会形式でのオペラ演奏まで幅広いジャンルの演奏会が行われる音楽祭に発展した。また、アカデミー参加者を含む若手音楽家にも演奏会を開く機会が多く与えられている。
音楽アカデミー参加者とは別に、オーディションを経て構成された世界中の若い学生によるヴェルビエ祝祭管弦楽団は、音楽祭以外でも海外ツアーを行い、ズービン・メータやレヴァイン、ヴァレリー・ゲルギエフなどの指揮者に指導を受けている。
著名音楽家のコンサートの多くはオンラインで生中継され、演奏会終了後には一定期間無料でオンデマンド配信されることがある。